# 4:44 Last Day on Earth
4:44 Last Day on Earth ist ein US-amerikanischer Science-Fiction Film aus dem Jahr 2011, der von Abel Ferrara geschrieben und inszeniert wurde. Der Film ist eine internationale Koproduktion der USA, der Schweiz, Chiles und Frankreichs und erhielt bei seiner Veröffentlichung gemischte Kritiken von Kritikern.

## Handlung
Der Film spielt in New York City und konzentriert sich auf die Beziehung zwischen zwei Menschen, die auf das Ende allen Lebens auf der Erde warten. Wissenschaftler und Theologen haben gleichermaßen vorausgesagt, dass tödliche Sonnen- und kosmische Strahlung am nächsten Morgen um 4:44 Uhr die Ozonschicht der Erde und damit alles Leben auf dem Planeten zerstören wird. Im gesamten Film sind Nachrichten Ausschnitte verschiedener Reporter, Kommentatoren und Prominenter zu sehen, die darüber nachdenken, wie das Ende der Welt aussehen wird.
Cisco und Skye sperren sich auf einem Loft in der Stadt ein. Cisco ist ein erfolgreicher Schauspieler mittleren Alters, der seine letzten Stunden einfach nur mit der Frau verbringen möchte, die ihm am Herzen liegt. Skye ist eine junge Künstlerin, deren neuestes Projekt, ein großes Gemälde auf dem Boden, als Ausdruck für ihre Gefühle dient.
Cisco und Skye fällt auf, wie seltsam ruhig die Stadt ist, abgesehen von vereinzelten Berichten über Plünderungen, Proteste und Selbstmorde. Gelegentlich unterbrechen sie das Ansehen der Nachrichten, um Sex zu haben, und danach arbeitet Skye weiter an ihrem Gemälde, wobei sie für jede neue Farbschicht, die sie aufträgt, ständig ihre Kleidung wechselt.
Sie bestellen vietnamesisches Essen und geben ihre gesamten 400 US-Dollar an den Lieferboten. Sie erlauben ihm, über Skype von ihrem Laptop aus mit seinen Eltern in Vietnam zu sprechen. Nachdem der Lieferjunge gegangen ist, nutzen Cisco und Skye jeweils den Computer, um mit ihren Familien zu sprechen: Cisco spricht mit seiner Ex-Frau und seiner entfremdeten Tochter im Teenageralter, und Skye spricht mit ihrer Mutter.
Als die beiden über ihre Unsicherheiten streiten, geht Cisco hinaus und geht in die Wohnung zweier alter Freunde, Noah und Tina, die in Begleitung eines örtlichen Drogendealers Drogen nehmen. Nach einem langen Gespräch über das Leben und das Zusammensein mit den Menschen, die sie lieben, geht Cisco zu Skye ins Loft zurück, wo sie bis 4:44 Uhr morgens warten. Sie sterben in den Armen des anderen, während Skye ihr Eheversprechen aufsagt.

## Produktion und Veröffentlichung
Regie führte Abel Ferrara, der auch das Drehbuch dazu schrieb. Der Produzent war Juan de Dios Larraín. Die Musik komponierte Francis Kuipers. Innder Hauptrolle spielen Willem Dafoe, Shanyn Leigh, Natasha Lyonne und Paul Hipp. Die Premiere fand am 7. September 2011 auf dem Venice Film Festival in Italien statt. Auf DVD und Blu-Ray erschien der Film am 9. November 2012 in Deutschland.

## Rezeption
- Lexikon des internationalen Films: „Jenseits spektakulärer Apokalypse-Szenarien zelebriert der Film die provozierend fatalistische Einigelung in der Intimität und in banalen Beziehungsquerelen als filmischen Spiegel der Resignation, mit der tatsächlich allzu oft auf ökologische Krisenzenarien reagiert wird.“[3]